# Mulan (film, 2020)
A Mulan 2020-ban bemutatott amerikai fantasy, akció- és drámafilm, melyet Niki Caro rendezett Rick Jaffa, Amanda Silver, Lauren Hynek és Elizabeth Martin forgatókönyvéből. A film a Disney által bemutatott 1998-as Mulan című animációs film élőszereplős adaptációja. A főszereplők Liu Ji-fej (Liu Yifei) mint címszereplő, Donnie Yen, Jason Scott Lee, Yoson An, Gong Li és Jet Li.
Az Egyesült Államokban és Magyarországon is 2020 márciusában mutatták volna be, de a koronavírus gyors terjedése miatt elhalasztották a bemutatót. Később több új premierdátumot kapott, mígnem a Disney bejelentette, hogy mozibemutató helyett a film a Disney+-on lesz elérhető 2020. szeptember 4-től. Mozikba egyedül azon országokban került, melyekben a Disney+ szolgáltatás nem elérhető, így Magyarországon is.
A magyarországi bemutatójára 2020. szeptember 10-én került sor.

## Cselekmény
A császári Kínában Hua Mulan kalandvágyó és aktív lány, szülei, Csou (Zhou) és Li csalódására, akik abban reménykednek, hogy egy nap majd férjhez megy. Fiatal nőként Mulannak találkozót szerveznek egy házasságközvetítővel, hogy bebizonyítsa alkalmasságát leendő feleségként. Mulan feldúltan próbál teát tölteni a házasságközvetítő előtt, de egy pók megijeszti az előbbi húgát, Hsziu (Xiu)t, és véletlenül olyan balesetet okoz, hogy a teáskanna tönkremegy, aminek következtében a házasságközvetítő szégyennek nevezi őt a családja előtt.
Északon egy császári előőrsöt megszállnak a Zsuanzsuan kánság harcosai Böri kán vezetésével. Segítségükre van a boszorkány Hszienniang (Xianniang), aki mágiáját felhasználva túlélő katonának adja ki magát, és jelenti a támadást a kínai császárnak; ő pedig sorozási rendeletet ad ki, amelyben elrendeli, hogy minden család állítson egy embert a kán csapatai ellen.
Császári katonák érkeznek Mulan falujába is, hogy újoncokat toborozzanak, és Csou (Zhou) kénytelen felesküdni a szolgálatra, mivel nincsenek fiai, és nyomorék lába miatt azonnal elesik a katonák előtt. Rájön, hogy az apjának nincs esélye a túlélésre, ezért Mulan elhatározza, hogy páncéljával, lovával és kardjával felszerelve csatlakozik helyette. Mulan megérkezik a kiképzőtáborba, amelyet Tung parancsnok, Csou (Zhou) régi bajtársa vezet. Tucatnyi más tapasztalatlan újonccal együtt végül a férfi felügyelete alatt képzett katonává válik, anélkül, hogy felfedné valódi (női) kilétét.
A kán hadserege tovább nyomul előre, ami arra kényszeríti Tungot, hogy idő előtt befejezze a kiképzést, és harcba küldje a zászlóalját. Mulan egyedül üldöz néhány csapatot, de szembekerül Hszienniang (Xianniang)gal, aki kigúnyolja, amiért férfinak adja ki magát. Megpróbálja megölni Mulant, de támadásait megállítja a bőr, amellyel Mulan mellkasa van összekötözve, hogy elrejtse keblei meglétét. Mulan leveszi férfi álruháját, és visszatér a csatába, amikor a zsuanzsuanok éppen támadni kezdik csapattársait egy ostromgéppel. Mulan eldobott sisakokat és íjászkészségét használja fel, hogy az ostromgépet egy havas hegyre manőverezze, és ezzel lavinát indít el, amely maga alá temeti a zsuanzsuanokat.
Mulan visszalovagol a táborba, és megmenti Csen Hung-huj (Chen Honghui)t, azt a katonát, akivel a táborban összebarátkozott. Mivel nem tudja tovább titkolni valódi nemét, kirúgják a seregből, és megkezdi hazatérését. Útközben szembesül Hszienniang (Xianniang)gal, aki elárulja, hogy őt is kitaszította a népe, és csak azért harcol Böri kánért, mert ő egyenrangúként kezeli, és senki más nem teszi ezt vele. Emellett elárulja, hogy az előőrsök elleni támadások csak elterelés voltak, mivel a kán valódi terve az, hogy elfogja és kivégeztesse a császárt, amiért megölette az apját. Mulan a kivégzést kockáztatva visszatér a zászlóaljához, hogy figyelmeztesse őket a közelgő támadásra. A katonák, akikkel összebarátkozott, kiállnak mellette, és Tung úgy dönt, hogy hisz neki, és engedélyezi, hogy egy egységet a császár palotájához vezessen.
Hszienniang (Xianniang) varázslatával a császári kancellár képmása lesz, és meggyőzi a császárt, hogy fogadja el Böri kán kihívását egyszemélyes harcra, miközben a városőröket eltávolítja a helyükről. Az őröket meggyilkolják, és a ruránok felkészülnek a császár élve történő elégetésére. Mulan egysége eltereli a ruránok figyelmét, míg Mulan elmegy, hogy megmentse a császárt. A kán megpróbálja őt egy nyíllal megsebezni, de a Mulan iránt szimpatizáló és a kánból kiábrándult Hszienniang (Xianniang) sassá változik, és feláldozza magát azzal, hogy elkapja a nyilat. Mulan megöli a kánt, de csak azután, hogy lefegyverezte és elpusztította apja kardját. A lány kiszabadítja a császárt, aki felajánlja, hogy csatlakozhat a személyes testőrségéhez. A lány visszautasítja az ajánlatot, és visszatér a falujába.
Mulan újra találkozik a családjával. A császár küldötte érkezik Tung parancsnok vezetésével, hogy átadja Mulannak az új kardot, és egyúttal személyes kéréssel fordul hozzá, hogy tisztként csatlakozzon a császári hadsereghez.

## Szereplők
| Szereplő | Színész                                     | Magyar hang                            | Leírás |
| --- | ------------------------------------------- | -------------------------------------- | --- |
| Hua Mulan | Liu Ji-fej (Liu Yifei) Crystal Rao (gyerek) | Czető Zsanett Mayer Jázmin (gyerek)    | Hua Csou (Hua Zhou) legidősebb lánya, aki mind a hagyománynak, mind a törvénynek ellenszegül azzal, hogy férfinak álcázza magát és beteg édesapja helyett bevonul a császári hadseregbe. |
| Tung parancsnok | Donnie Yen                                  | Csankó Zoltán                          | A császári hadsereg magas rangú vezetője és Mulan mentora. A szereplő részben a rajzfilmbeli Li Shang alapján készült.                                                                   |
| Böri kán | Jason Scott Lee                             | Bognár Tamás                           | A zsuanzsuan harcosok vezetője, aki apja halálát követően bosszút esküszik. A rajzfilmben az antagonista szerepét San Jü (Shan Yu), a hunok vezére töltötte be.                          |
| Kína császára | Jet Li                                      | Háda János                             | Bölcs, jóindulatú uralkodó. Parancsára minden háztartásból egy-egy férfit behívnak a seregbe harcolni a zsuanzsuanok ellen.                                                              |
| Hszienniang (Xianniang) | Gong Li                                     | Horváth Lili                           | Alakváltó képességekkel rendelkező erős boszorkány és Bori Khan szövetségese. |
| Hua Csou (Hua Zhou) | Má Thaj (Ma Tzi)                            | Várkonyi András                        | Mulan apja, híres háborús veterán, akit gyenge egészsége ellenére behívnak a császári hadseregbe.                                                                                        |
| Csen Hung-huj (Chen Honghui) | Yoson An                                    | Blahó Gergely                          | Magabiztos és ambiciózus újonc Tung parancsnok egységében, valamint Mulan szövetségese és kedvese. Őt is a rajzfilmben szereplő Li Sang (Li Shang) alapján alkották meg.                 |
| Hua Li | Rosalind Chao                               | Kovács Nóra                            | Mulan édesanyja és Csou (Zhou) felesége. |
| Hua Hsziu (Hua Xiu) | Xana Tang Elena Askin (fiatalabb)           | Pekár Adrienn Kiss Liliána (fiatalabb) | Mulan húga. |
| Csiang (Qiang) őrmester | Ron Yuan                                    | Király Attila                          | A császári ezred hűséges másodparancsnoka. |
| Ling | Jimmy Wong                                  | Miller Dávid                           | Újonc Tung parancsnok egységében. |
| Tücsök | Jun Yu                                      | Baráth István                          | Szerencsétlen katona, akit besoroznak Tung parancsnok egységéhez. |
| Csien-po (Chien-Po) | Doua Moua                                   | Dózsa Zoltán                           | Szintén besorozzák Tung parancsnok egységéhez. |
| Jao (Yao) | Chen Tang                                   | Kisfalusi Lehel                        | Tung parancsnok egységének tagja. |
| Kancellár | Nelson Lee                                  | Láng Balázs                            | A császári tanács tagja, aki újoncokat toboroz a kínai seregbe. Az eredeti rajzfilmben szereplő Csi-fu (Chi-Fu)ról, a császár főtanácsosáról mintázták.                                  |
| Lung-vej ( Longwei) | Vincent Feng                                | Oroszi Tamás                           | |
| Duba Tegin | Roger Yuan                                  | Petridisz Hrisztosz                    | |
| Házasságközvetítő | Cseng Pej-pej (Cheng Pei-pei)               | Halász Aranka                          | – |
| További magyar hangok |                                             |                                        | |
| Bálint Adrienn, Bodrogi Attila, Bordás János, Czető Roland, Fellegi Lénárd, Galiotti Barbara, Juhász Levente, Juhász Zoltán, Kapácsy Miklós, Király Adrián, Markovics Tamás, Márta Éva, Németh Attila István, Ódor Kristóf, Orgován Emese, Orosz Anna, Orosz Gergely, Posta Victor, Sági Tímea, Sörös Miklós, Szabó Andor, Szabó Endre, Szentirmai Zsolt, Szrna Krisztián, Tárnok Csaba, Vámos Mónika, Varga Rókus |                                             |                                        | |

## Gyártás

### A film készítése

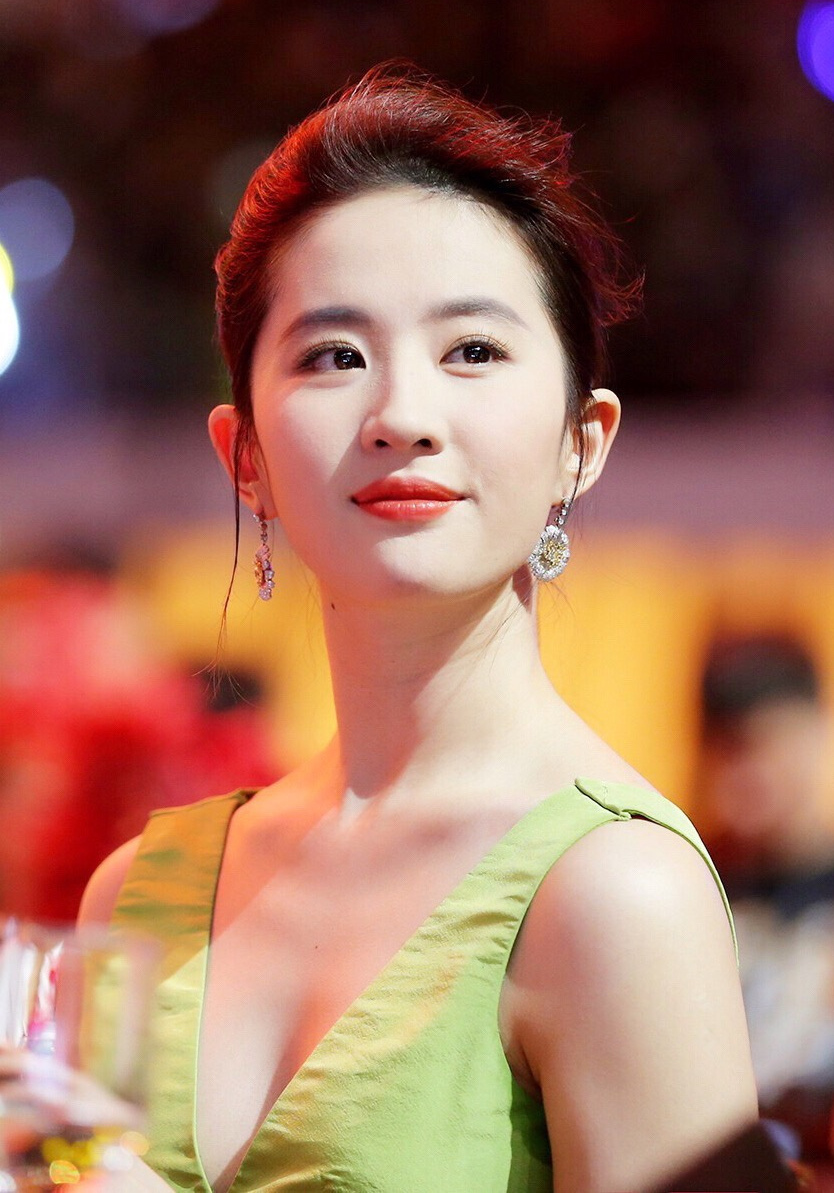
Liu Ji-fej, Mulan megformálója

A Walt Disney Pictures érdeklődést mutatott egy élőszereplős filmadaptációra, az 1998-ban bemutatott Mulan című animációs film után. A filmet eredetileg a tervek szerint 2010 októberében kezdték meg, de végül nem valósult meg. 2015. március 30-án a The Hollywood Reporter arról számolt be, hogy a Disney újraindította az élő szereplős adaptációját Chris Bender és J. C. Spink készítésével, míg Elizabeth Martin és Lauren Hynek írják a forgatókönyvet.
2016. október 4-én bejelentették, hogy Rick Jaffa és Amanda Silver átírja a forgatókönyvet, kombinálva a kínai balladával és az 1998-as animációs filmmel, míg a projektet Jason Reed – Chris Benderrel és Jake Weinerrel közösen készíti.
2020. február 27-én Reed kiderítette, hogy a Mulan egyik fontos szereplője, Mushu karaktere nem fog benne szerepelni a filmben.

### Szereplőválogatás
2016. október 4-én a Disney bejelentette, hogy folyamatban van egy kínai színésznő globális keresése a címszereplő eljátszására. A szereplőválogató csapat öt kontinensre utazott el és közel 1000 jelöltet látott esélyesnek a szerepre olyan kritériumok alapján, mint hiteles harcművészeti ismeret, tiszta angol nyelvtudás és jó színészi teljesítmény.
2017. november 29-én Liu Ji-fej kínai-amerikai színésznőt felvették a filmbe, hogy játssza el Mulant, mint címszereplőt. Sokan ezt a Disney filmek sokszínűségének győzelmeként ünnepelték. A szereplők köreihez 2018 áprilisában csatlakozott többek között Donnie Yen, Gong Li, Jet Li és Xana Tang, májusban Utkarsh Ambudkar és Ron Yuan, Yoson An és Chum Ehelepola júniusban, Jason Scott Lee júliusban, Má Thaj (Tzi Ma), Rosalind Chao, Cseng Pej-pej (Cheng Pei-Pei), Nelson Lee, Jimmy Wong és Doua Moua augusztusban, valamint Cheng Tang szeptemberben.